# Rocket 88
Rocket 88 – brytyjska supergrupa grająca boogie-woogie założona w 1979 roku.
Nazwa zespołu pochodzi od utworu Jackie Brensona o tej samej nazwie wydanego w 1951, nazywanego pierwszym rock'n'rollowym singlem wszech czasów.
Pod szyldem zespołu ukazał się tylko jeden album nagrany podczas koncertu w Hanowerze i wydany nakładem Atlantic. Na albumie znalazły się m.in. standardy St. Louis Blues oraz Roll 'em Pete. Po śmierci Alexisa Kornera w 1984 zespół zakończył działalność.

## Skład
- Alexis Korner – wokal
- Jack Bruce
- Ian Stewart – fortepian
- Bill Wyman – gitara basowa
- Charlie Watts – perkusja